# ارما رکا
ارما رکا (به لاتین: Erma Reka) یک منطقهٔ مسکونی در بلغارستان است که در Zlatograd Municipality واقع شده‌است.